# Ольга Сергіївна
«Ольга Сергіївна» (рос. «Ольга Сергеевна») — радянський телевізійний восьмісерійній фільм 1975 року режисера Олександра Прошкіна, знятий за повістю  Едварда Радзинського «Спогади…»

## Сюжет
Фільм розповідає про долю вченого-океанолога Ольги Сергіївни Вашкіної (Тетяна Дороніна). Через все життя жінка пронесла любов лише до однієї людини, з якою їй так і не судилося знайти щастя. Фільм складається з восьми серій: «Спогади…», «Зустрічі через багато років», «Париж і після», «Успіх», «Через два роки», «І знову на порозі!», «Нічні дзвінки» і «Випробування».

## У ролях
- Тетяна Дороніна —  Ольга Сергіївна
- Ростислав Плятт —  професор Нікіфоров
- Армен Джигарханян —  Володимир
- Валентин Гафт —  Троянкін
- Тетяна Карпова —  колега
- Олег Єфремов —  Віктор Анатолійович Курдюмов
- Марина Нейолова —  Олена, сестра Курдюмова
- Лев Дуров —  Ангел
- Люсьєна Овчинникова —  Маргарита
- Анатолій Єгоров —  Вадим
- Сергій Проханов —  Микита
- Варвара Сошальська —  мати Вадима
- Зоя Василькова —  тітка Дуся, мати Микити
- Іван Соловйов —  Зорков
- Олена Фадєєва —  дружина Зоркова
- Алла Будницька —  Віка
- Микола Парфьонов —  Філіпченко
- Юхим Копелян —  Олександр Олександрович Дубровський, директор інституту
- В'ячеслав Невинний —  Вова Ромашко, дядько Вадима
- Віктор Хохряков —  Федір Миколайович
- Костянтин Райкін —  Пилипенко
- Валентина Тализіна —  Галя
- Галина Соколова —  гіпнотизерша
- Наталія Медведєва —  чергова
- Тигран Давидов —  Льоша
- Ростислав Янковський —  письменник
- Леонід Бронєвой —  Тютяєв
- Віра Альховська —  секретарка Федора Миколайовича
- Людмила Гарніца —  Люся Бєляєва
- Володимир Ліппарт —  дідусь
- Юрій Перов —  помічник Курдюмова
- Валерій Хлевинський —  епізод
- Генрієтта Ромодіна —  секретарка

## Знімальна група
- Режисер:  Олександр Прошкін
- Автор сценарію:  Едвард Радзинський
- Оператори:  Андрій Тюпкін,  Олександр Шапорін
- Композитор:  Мікаел Тарівердієв
- Текст пісень: Давид Самойлов, Андрій Вознесенський
- Виконання пісень: Йосип Кобзон,  Мікаел Тарівердієв
- Державний симфонічний оркестр кінематографії
  - Диригент:  Емін Хачатурян
- Ансамбль скрипалів Великого театру, худ. керівник —  Юлій Реєнтович